# Alena Mihulová
Alena Mihulová (* 4. května 1965 Brno) je česká divadelní a filmová herečka. Její první a zároveň asi nejvýraznější filmovou rolí byla postava Marie z hořké komedie Sestřičky režiséra Karla Kachyni z roku 1983. S Karlem Kachyňou má dceru Karolínu Kachyňovou (* 1994).

## Život
Narodila se v roce 1965 v Brně. Její matka, taktéž Alena Mihulová (za svobodna Fussová, poněmčeně Alma Fuss), pracovala na železniční dráze a Alenin otec vychovával její starší nevlastní sestru z matčina předchozího manželství. Kvůli vytíženosti rodičů byla Alena již od 2 let převážně v "internátních" jeslích a školce. Když jí bylo 10 let, její rodiče se rozvedli kvůli otcovu alkoholismu. Po matce má Alena rakouské předky. Po rozvodu se Alenina matka ještě jednou vdala, z tohoto manželství má Alena nevlastního bratra.
Kamarádka ji přivedla na konkurz filmu, který jí změnil jak život, tak odstartoval hereckou kariéru. Při natáčení snímku Sestřičky (1983) se totiž zamilovala do o 41 let staršího režiséra Karla Kachyni. Svůj vztah zprvu tajili, ale v roce 1994 se vzali a o rok později Alena porodila dceru Karolínu. Kachyňovi tehdy bylo už 70 let. Jejich manželství trvalo 10 let, protože v roce 2004 Kachyňa zemřel.
V roce 1992 vystudovala činoherní herectví na Divadelní fakultě Janáčkovy akademie múzických umění v Brně.

## Kariéra
Její kariéra započala už zmíněným snímkem Sestřičky, kde si pod taktovkou svého budoucího manžela zahrála začínající zdravotní sestru Marii po boku herečky Jiřiny Jiráskové. S Kachyňou natočila celkově čtyři filmy. Následovala adaptace Smrti krásných srnců, film Městem chodí Mikuláš a drama Kráva. To byl dosud nejúspěšnější snímek její kariéry, o němž se psalo i v New York Post. Redaktor Larry White tehdy film přirovnal k tomu, kdyby "Ingmar Bergman natočil Forresta Gumpa."
Hlavně po Kachyňově smrti její kariéra velmi stagnovala. Zlomovým se stal rok 2015, kdy ji Slávek Horák obsadil do snímku Domácí péče. Ironicky si opět zahrála zdravotní sestru, která však tentokrát pečuje o pacienty v jejich domovech a pečuje i o svého manžela, ztvárněného Boleslavem Polívkou, ovšem nepečuje o sebe. Její výkon v roli Vlasty jí vynesl výhru na Mezinárodním filmovém festivalu Karlovy Vary, Českých lvech i Cenách české filmové kritiky. A snímek Česko vyslalo na Oscary.
O rok později si zahrála například v koprodukčním Anthropoidu odbojářku Marii Moravcovou, která schovávala parašutisty.

## Filmografie

### Film
| Rok  | Název                                         | Role                       | Poznámka              |
| ---- | --------------------------------------------- | -------------------------- | --------------------- |
| 1983 | Sestřičky                                     | Marie                      |                       |
| 1984 | Džusový román                                 | Alena                      |                       |
| 1985 | Dobré světlo                                  |                            |                       |
| 1986 | Smrt krásných srnců                           | služka u Studených, Bláža  |                       |
| 1988 | Poutníci                                      | Radka                      |                       |
| 1990 | Začátek dlouhého podzimu                      | Mikuláš                    |                       |
| 1992 | Kráva                                         | Róza                       |                       |
| 2000 | Kytice                                        | dcera                      | balada Dceřina kletba |
| 2010 | Mamas & Papas                                 |                            |                       |
| 2011 | Nevinnost                                     | Kamila                     |                       |
| 2011 | Lidice                                        |                            |                       |
| 2011 | V peřině                                      | pekařka                    |                       |
| 2012 | Okresní přebor – Poslední zápas Pepika Hnátka | Marie Lunáková             |                       |
| 2015 | Domácí péče                                   | Vlasta                     |                       |
| 2016 | O otci                                        | matka                      | krátkometrážní film   |
| 2016 | Anděl Páně 2                                  |                            |                       |
| 2016 | Anthropoid                                    | Marie Moravcová            |                       |
| 2017 | Bába z ledu                                   | Zuzana                     |                       |
| 2017 | Milada                                        | Maruška, služka Horákových |                       |
| 2017 | Cizinec                                       |                            | studentský film       |
| 2017 | Úkryt v zoo                                   | Marysia Aszer              |                       |
| 2018 | Zlatý podraz                                  | matka Prokešová            |                       |
| 2018 | Chvilky                                       | matka                      |                       |
| 2019 | Sněží!                                        | Alena                      |                       |
| 2021 | Matky                                         | Zuzanina matka             |                       |
| 2021 | Atlas ptáků                                   | Marie                      |                       |
| 2022 | Oběť                                          |                            |                       |
| 2024 | Zahradníkův rok                               | starostka                  |                       |

### Televize
| Rok       | Název                                 | Role                    | Poznámka                     |
| --------- | ------------------------------------- | ----------------------- | ---------------------------- |
| 1992      | Městem chodí Mikuláš                  | Pipka                   | TV film                      |
| 1998      | Listonošky                            |                         | TV film                      |
| 1998      | Tři králové                           |                         | 7 epizod                     |
| 2001      | Den dobrých skutků                    |                         | TV film                      |
| 2002      | Kožené slunce                         | Rokosová                | TV film                      |
| 2003      | Pátek čtrnáctého                      | matka                   | TV film                      |
| 2006      | Boží pole s.r.o.                      |                         | TV film                      |
| 2008      | 3+1 s Miroslavem Donutilem            | Máša                    | 1 epizoda (Otcové a synové)  |
| 2008      | Nemocnice na kraji města – nové osudy |                         | 1 epizoda (Smyčka)           |
| 2010      | Okresní přebor                        | Marie Lunáková          | 6 epizod                     |
| 2012      | Helena                                | Jasmína                 | 2 epizody                    |
| 2012      | Šťastný smolař                        | kovářka                 | TV film                      |
| 2015      | Případ pro exorcistu                  | Nemravová               | 3 epizody                    |
| 2015      | Stopy života - Na dřeň                |                         | TV film                      |
| 2016      | Já, Mattoni                           | Knollová                | 2 epizody                    |
| 2017      | Trapný padesátky                      | Anča                    | 12 epizod                    |
| 2017      | Četníci z Luhačovic                   | Hana Vaníčková          | 1 epizoda (Dopis ze záhrobí) |
| 2017      | Doktorka Kellerová                    |                         | 6 epizod                     |
| 2017      | Labyrint                              | ředitelka nadace        | 2 epizody                    |
| 2017      | První republika                       | Kozelková               | 6 epizod                     |
| 2017      | Život a doba soudce A. K.             | Libuše Sochorová        | 1 epizoda (Sestřička)        |
| 2017–2018 | Ohnivý kuře                           | Dana Janáková           | 28 epizod                    |
| 2018      | Pouť                                  | Hanka Dresslerová       | internetový seriál           |
| 2021      | Zločiny Velké Prahy                   | manželka ředitele školy | díl: „Loutkohra“             |
| 2021      | Hotel Kokořín                         | Dáša                    | internetový seriál           |
| 2021      | Hvězdy nad hlavou                     | Prokešová               | televizní seriál             |
| 2021      | Pan profesor                          | Tauberová               | televizní seriál             |
| 2025      | ZOO Nové začátky                      | Lenka Janáková          | televizní seriál             |

## Ocenění
| Rok  | Film        | Cena                                      | Kategorie                     | Výsledek |
| ---- | ----------- | ----------------------------------------- | ----------------------------- | -------- |
| 2015 | Domácí péče | Český lev                                 | Hlavní herečka                | výhra    |
| 2015 | Domácí péče | Mezinárodní filmový festival Karlovy Vary | Nejlepší ženský herecký výkon | výhra    |
| 2015 | Domácí péče | Ceny české filmové kritiky                | Nejlepší herečka              | výhra    |